# Schizotorenia atropurpurea
Schizotorenia atropurpurea är en tvåhjärtbladig växtart som först beskrevs av Ridley, och fick sitt nu gällande namn av T. Yamazaki. Schizotorenia atropurpurea ingår i släktet Schizotorenia och familjen Linderniaceae. Inga underarter finns listade i Catalogue of Life.